# Nervi motor ocular extern
El nervi motor ocular extern (MOE) o sisè parell cranial o nervi cranial VI (o, rarament anomenat, nervi abducent) és un nervi eferent que controla el moviment d'un sol múscul, el múscul recte extern de l'ull, en els éssers humans. En la majoria d'altres mamífers també innerva el múscul retractor bulbi, que pot retreure l'ull per a la seva protecció. Els nervis abducens homòlegs es troben en tots els vertebrats, excepte les llamprees i en els mixinoïdeus.
El MOE humà es deriva de la placa basal de la protuberància embrionària.